# Cimetière Saint-Étienne de Bayonne
Le cimetière Saint-Étienne est l'un des trois cimetières de la ville de Bayonne dans les Pyrénées-Atlantiques. Il est situé avenue du 14-avril-1814.

## Description
Il s'agit d'un petit cimetière minéral et peu arboré avec des allées de gravier à angle droit à l'ombre de l'église Saint-Étienne-lès-Bayonne, dans le quartier Saint-Étienne. Les tombes présentent peu d'intérêt artistique, mais témoignent pour certaines du passé historique local. Il n'y a pas de chapelles funéraires. Une partie est surélevée. Il existe un carré militaire pour les soldats français et où des marins allemands ont été enterrés pendant l'Occupation.

## Personnalités
- Émile Betsellère (1847-1880), peintre ;
- Léon Bonnat (1833-1922), peintre ;
- le général Charles Bourbaki (1816-1897) ;
- le général Joseph Lafont (1874-1961), dirigeant de la fédération du scoutisme français ;
- des membres de la famille du cardinal Charles Lavigerie (1825-1892), cardinal archevêque d'Alger et fondateur des Pères blancs[4].

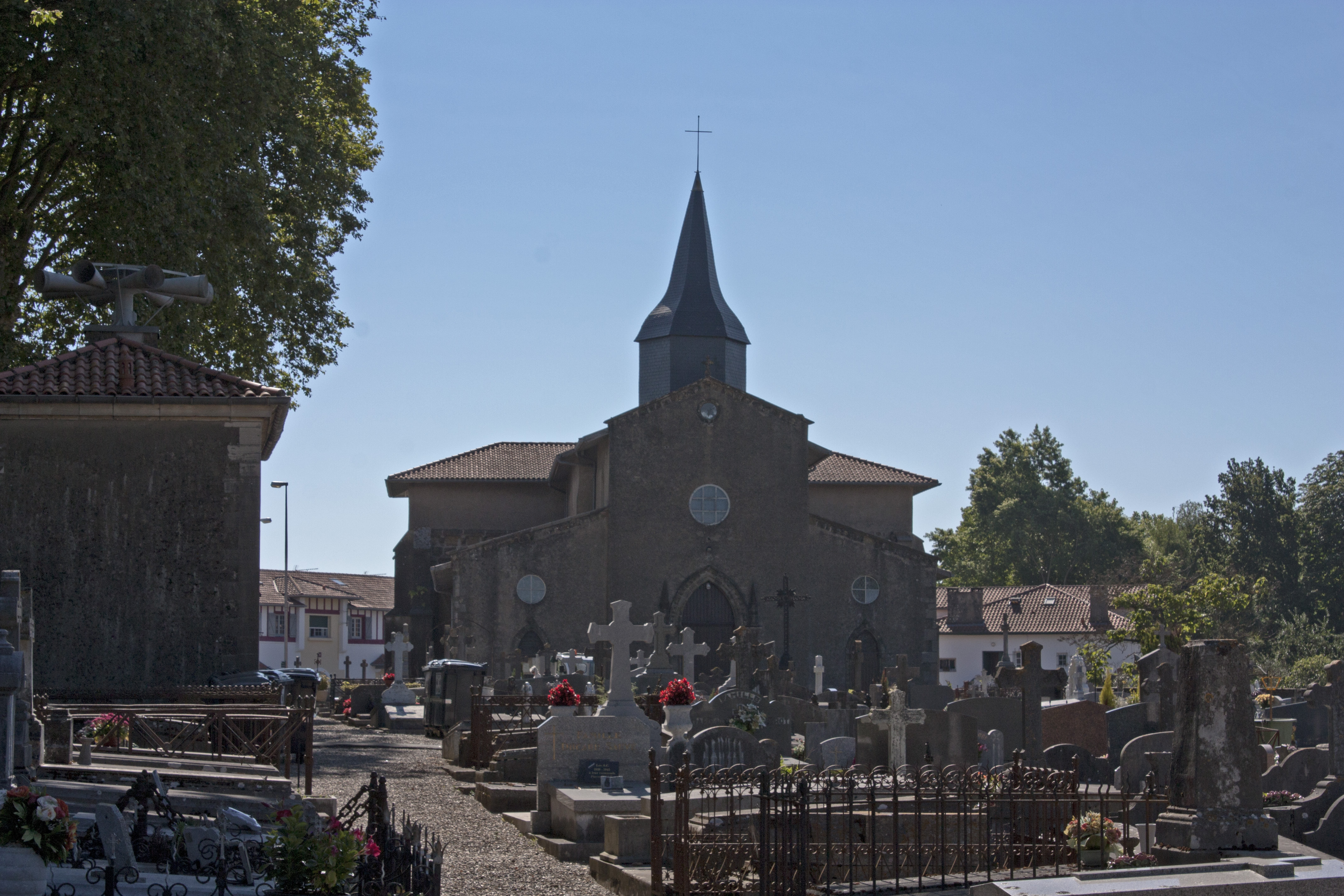
Le cimetière à l'ombre de l'église Saint-Étienne-lès-Bayonne.
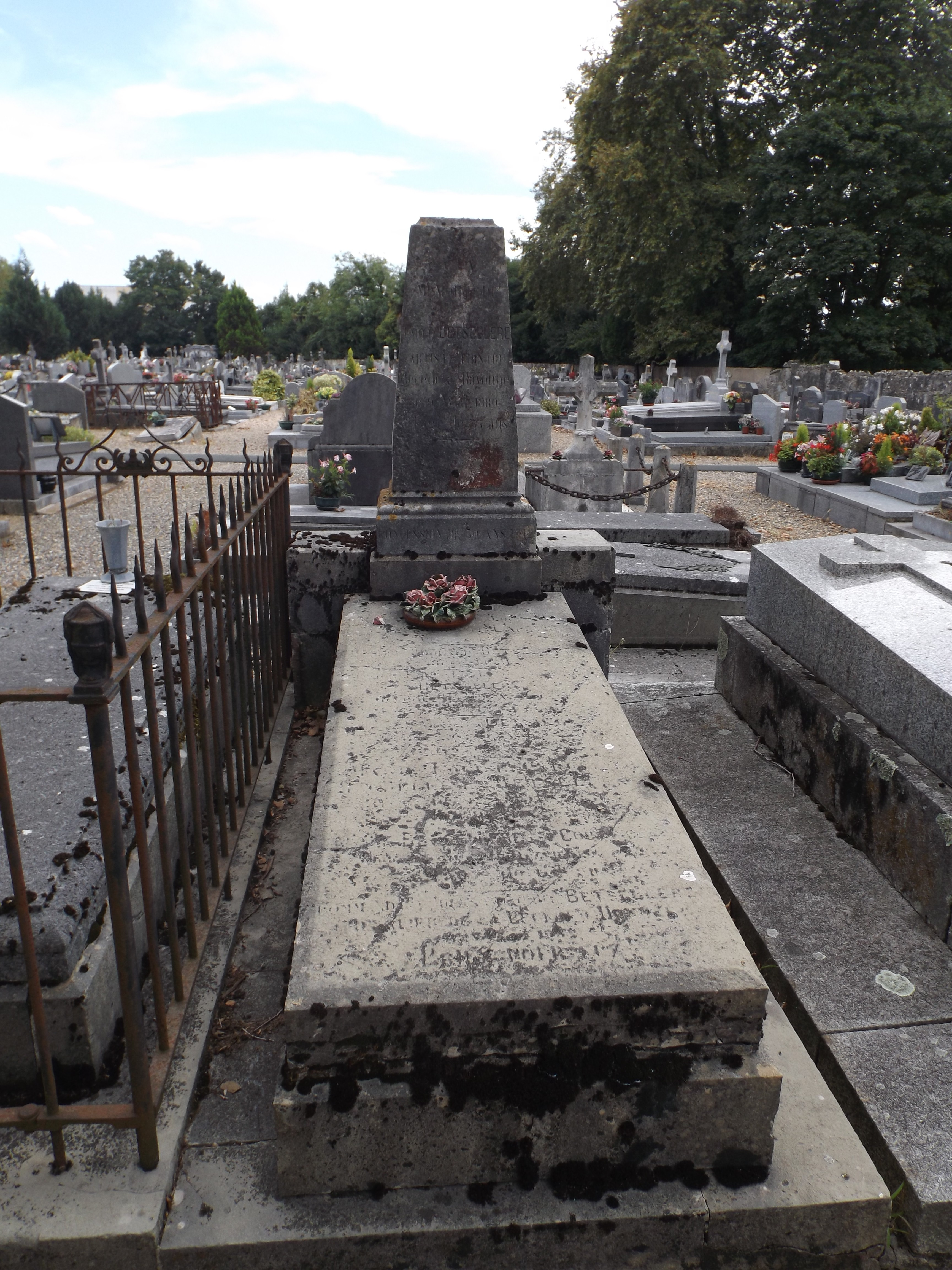
Tombe de Betsellère.
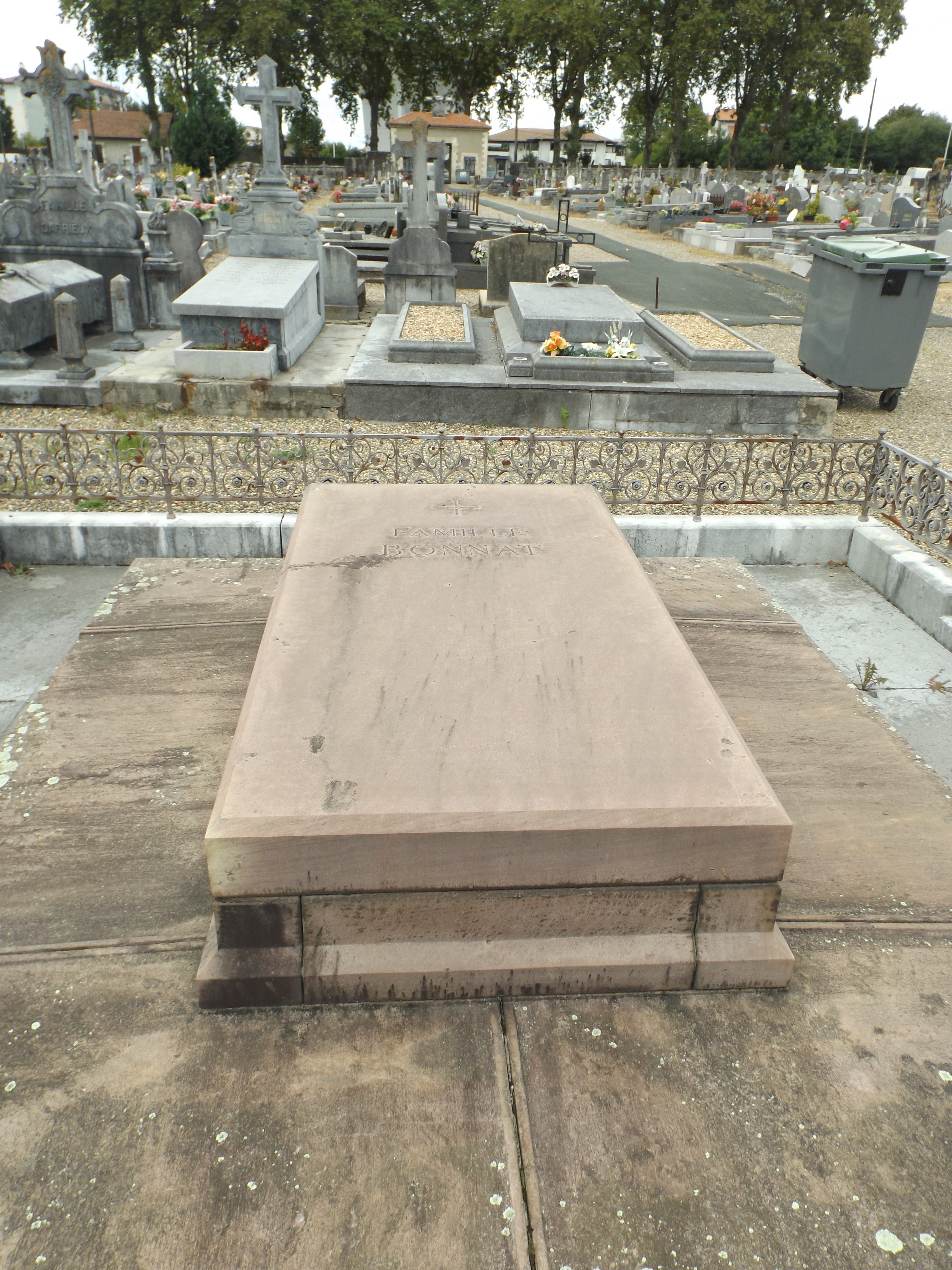
Tombe de Léon Bonnat.
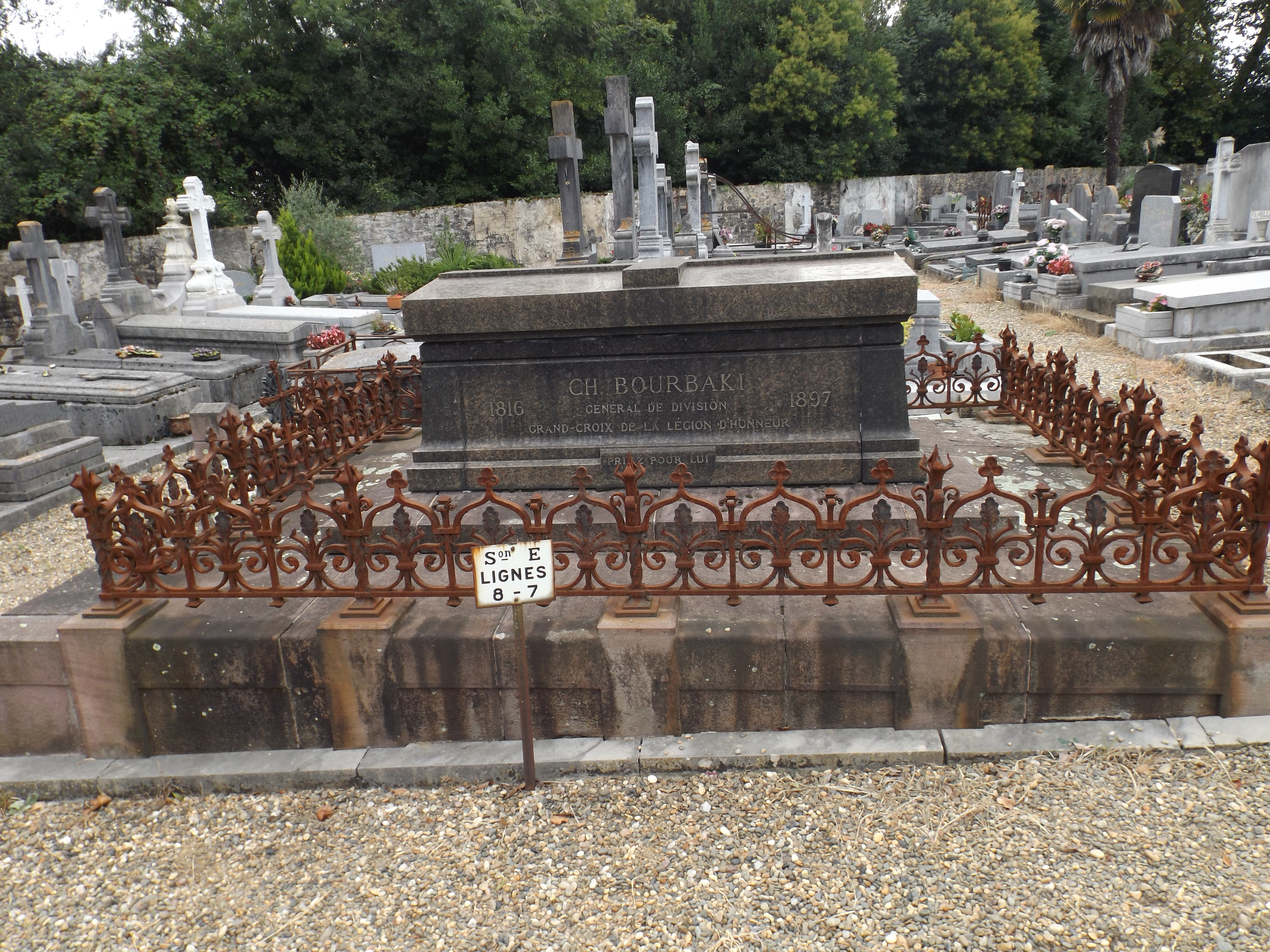
Tombe du général Bourbaki.
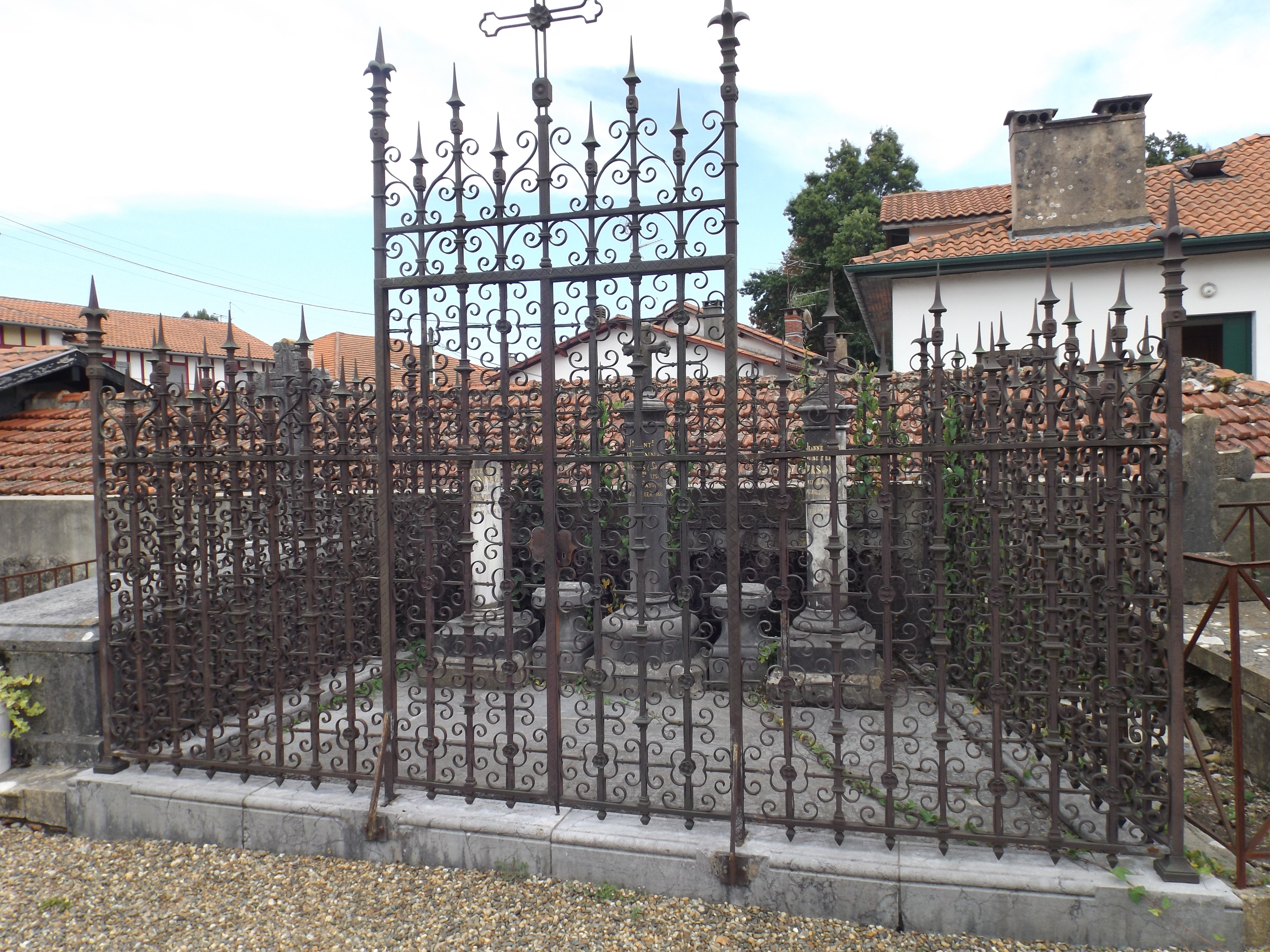
Sépulture Perzonnaz entourée d'une grille ouvragée.
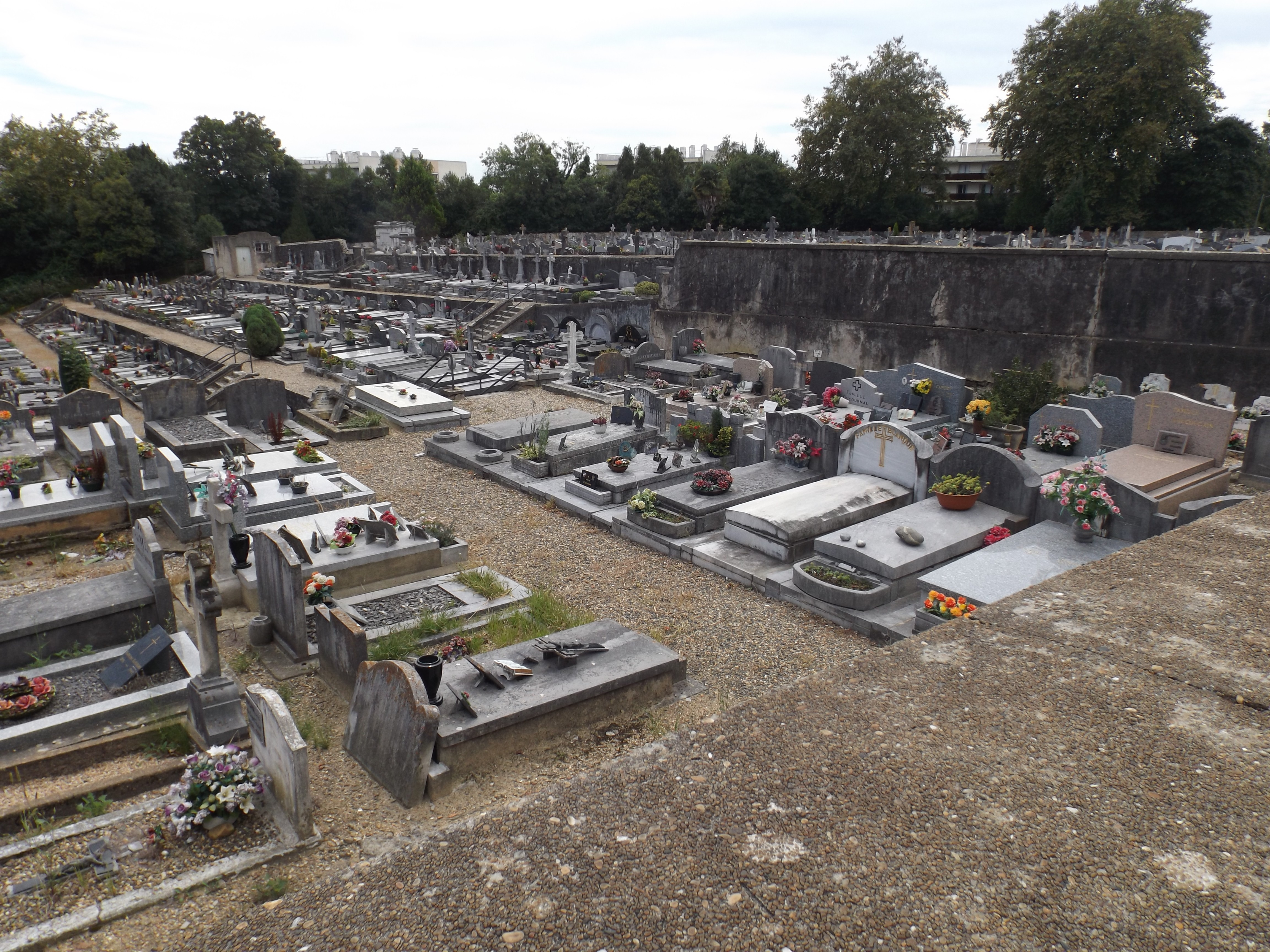
Aperçu.